# Calciatore gallese dell'anno
Il premio è assegnato al miglior calciatore del Galles dell'anno, militante in qualsiasi campionato.
| Anno | Calciatore      | Club                              |
| ---- | --------------- | --------------------------------- |
| 1998 | John Hartson    | West Ham Utd                      |
| 1999 | Paul Jones      | Southampton                       |
| 2000 | John Robinson   | Charlton                          |
| 2001 | John Hartson    | Wimbledon FC Coventry City Celtic |
| 2002 | Simon Davies    | Tottenham                         |
| 2003 | John Hartson    | Celtic                            |
| 2004 | Robert Earnshaw | Cardiff City West Bromwich        |
| 2005 | Daniel Gabbidon | Cardiff City West Ham Utd         |
| 2006 | Ryan Giggs      | Manchester Utd                    |
| 2007 | Craig Bellamy   | Liverpool West Ham Utd            |
| 2008 | Simon Davies    | Fulham                            |
| 2009 | Ashley Williams | Swansea City                      |
| 2010 | Gareth Bale     | Tottenham                         |
| 2011 | Gareth Bale     | Tottenham                         |
| 2012 | Joe Allen       | Swansea City Liverpool            |
| 2013 | Gareth Bale     | Tottenham Real Madrid             |
| 2014 | Gareth Bale     | Real Madrid                       |
| 2015 | Gareth Bale     | Real Madrid                       |
| 2016 | Gareth Bale     | Real Madrid                       |
| 2017 | Chris Gunter    | Reading                           |
| 2018 | David Brooks    | Sheffield Utd Bournemouth         |